# 요시노
요시노(吉野)는 야마토국(현 나라현) 요시노 산 및 오미네 산 남부 지명으로서 고다이고 천황이 파천한 곳이다.
겐무 신정 이후 아시카가 다카우지(足利尊氏)의 모반으로 막부 정치가 부활되었으며, 고다이고 천황은 요시노(吉野)로 파천(播遷), 다카우지가 세운 고묘 천황이 교토에서 즉위하여, 이후 약 60여년간의 난보쿠초 시대가 열렸다.

## 같이 보기
- 요시노-구마노 국립공원
- 요시노군
- 요시노 감
- 구마노
- 난키